# 甘露子
甘露子（学名：Stachys affinis）为唇形科水苏属宿根植物，喜生于近水低湿地，原产地是中国。又名宝塔菜、螺丝菜、地环儿、地牯牛、地钮、旱螺蛳、罗汉菜、益母膏、米累累、地蚕、地母、地蕊、螺丝钻、螺蛳菜、甘露菜等。《本草纲目》将草石蚕作为甘露子的别名，但草石蚕最早见于《本草拾遗》，原指圆盖阴石蕨。

## 形态
多年生草本；地下有匍匐枝，成熟时顶端膨大成螺旋状的直立方形肉质块茎，卵形至长椭圆状卵形叶子叶子对生；夏季开淡紫色唇形花，轮伞花序生花6朵至多数，由2－13轮在茎顶列成穗状花序。

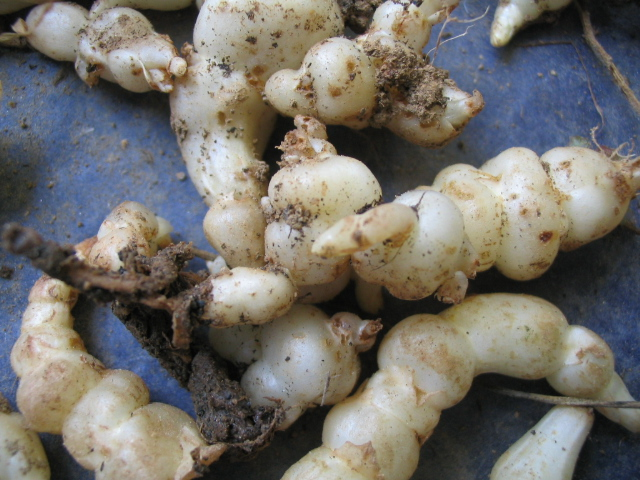
甘露子洁白的地下根茎

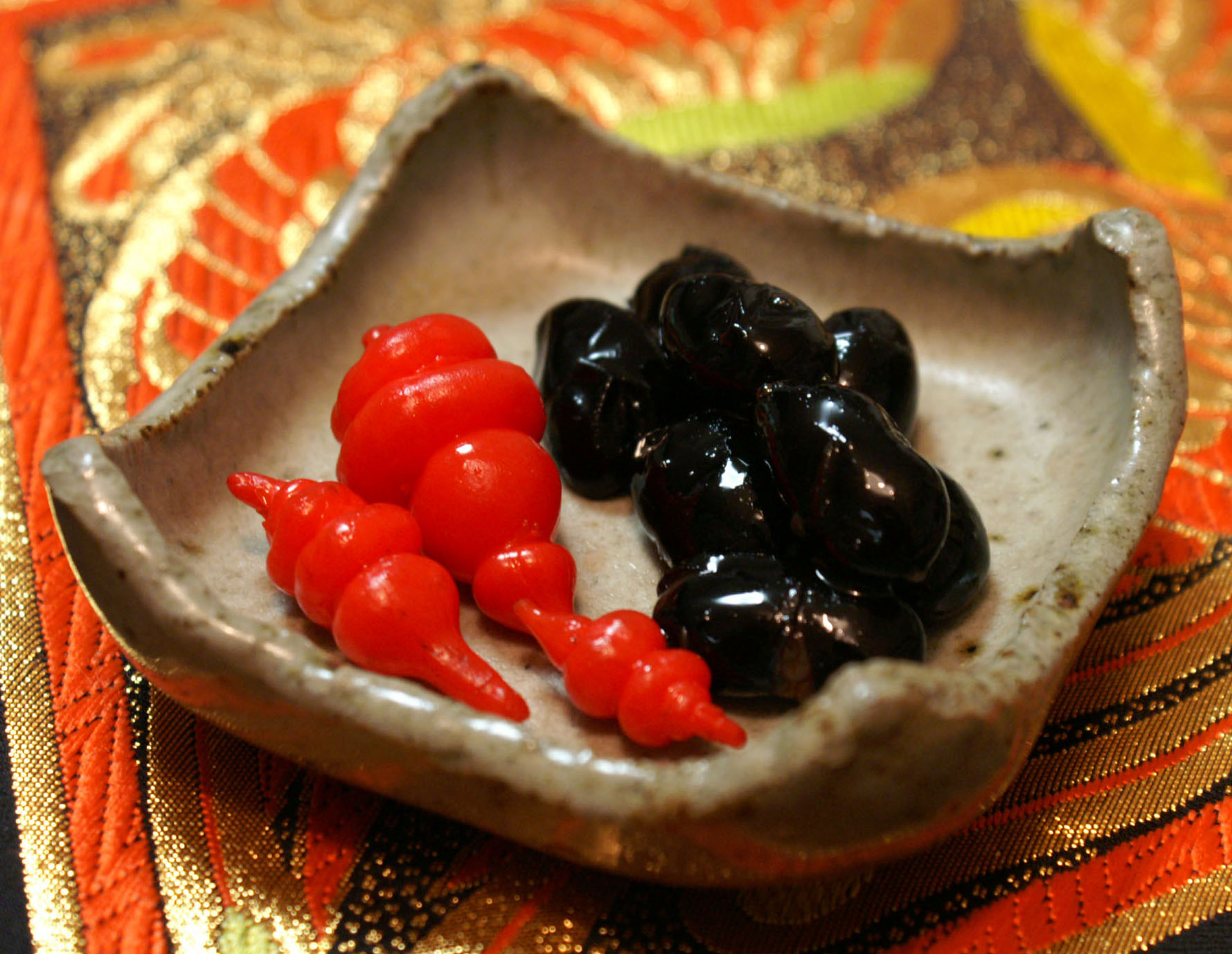
御節料理中染红的宝塔菜和煮熟的黑豆

## 用途
宝塔菜的地下根茎洁白，质地脆嫩无纤维，可腌制成酱菜，也可凉拌食用，还是提取水苏糖的原料。宝塔菜是扬州酱菜中的著名品种。

## 延伸阅读
[在维基数据编辑]
 《欽定古今圖書集成·博物彙編·草木典·草石蠶部》，出自陈梦雷《古今圖書集成》